# Римский театр (Картахена)
Римский театр (исп. Teatro romano de Cartagena) — античный римский театр в испанском городе Картахена.
Театр был обнаружен в 1988 году в ходе археологических раскопок на руинах Картахенского собора Санта-Мария-ла-Вьеха, разрушенного в Испанскую гражданскую войну в 1939 году. Выяснилось, что христианский храм сооружён в верхней части театра, а при строительстве использовались материалы из античного строения.
Театр был построен в период между 5 и 1 годами до нашей эры. Он был посвящён внукам императора Октавиана Августа Гаю Цезарю и Луцию Цезарю. Высота трибун составляла 14 метров, они могли вместить до 6 тысяч зрителей.
Ещё в III веке нашей эры на месте театра находился рынок, сгоревший в 425 году после нашествия вандалов. В VI веке на этом месте находился византийский рынок. В XIII веке в период Реконкисты началось строительство христианской церкви.
Археологические раскопки и реставрация проводились в 1988—2003 годах. 21 января 1999 года театр был объявлен культурным памятником. В 2008 году был открыт музей.